# Macrodiplax cora
Macrodiplax cora är en trollsländeart som först beskrevs av Brauer 1867.  Macrodiplax cora ingår i släktet Macrodiplax och familjen segeltrollsländor. IUCN kategoriserar arten globalt som livskraftig. Inga underarter finns listade i Catalogue of Life.